# Tejeda
Tejeda is een bergdorp en gemeente in de Spaanse provincie Las Palmas in de regio Canarische Eilanden op het eiland Gran Canaria. Tejeda heeft een oppervlakte van 104 km² en telt 1.967 inwoners (1 januari 2016). Behalve de gelijknamige plaats ligt in de gemeente nog een aantal andere dorpskernen.
In de plaats Tejeda, in het hoogstgelegen deel van Gran Canaria, staan witte huizen tussen de amandelbomen. In het dorp kun je zoete lekkernijen kopen; de marsepein met honing en amandelen die hier gemaakt wordt, wordt op het gehele eiland verkocht.
Op zeven kilometer afstand (ten noorden) van Tejeda staat het Cruz de Tejeda, een stenen kruis op het hoogste punt (1450 meter) van de pas over het Cumbre-bergmassief. Van oudsher is dit een kruispunt van diverse bergwegen die de verschillende delen van het eiland met elkaar verbinden. Tegenwoordig zijn alle wegen geasfalteerd en dalen ze vanaf dit punt af naar alle kanten van het eiland. De bergen hier hebben toppen tot bijna 2000 meter hoogte. De hoogste top is de Pico de las Nieves (1949 meter). Bij helder weer is Tenerife te zien. In deze buurt zijn veel westernfilms opgenomen.
Het belangrijkste symbool van Gran Canaria bevindt zich ook in Tejeda: de Roque Nublo, een enorme monolithische basaltrots van meer dan 70 meer hoog, die is ontstaan als gevolg van vulkanische activiteit in het Pleistoceen. De monolithische rots ernaast heet El Fraile (de broeder) omdat deze doet denken aan een in gebed verzonken monnik.

## Foto's

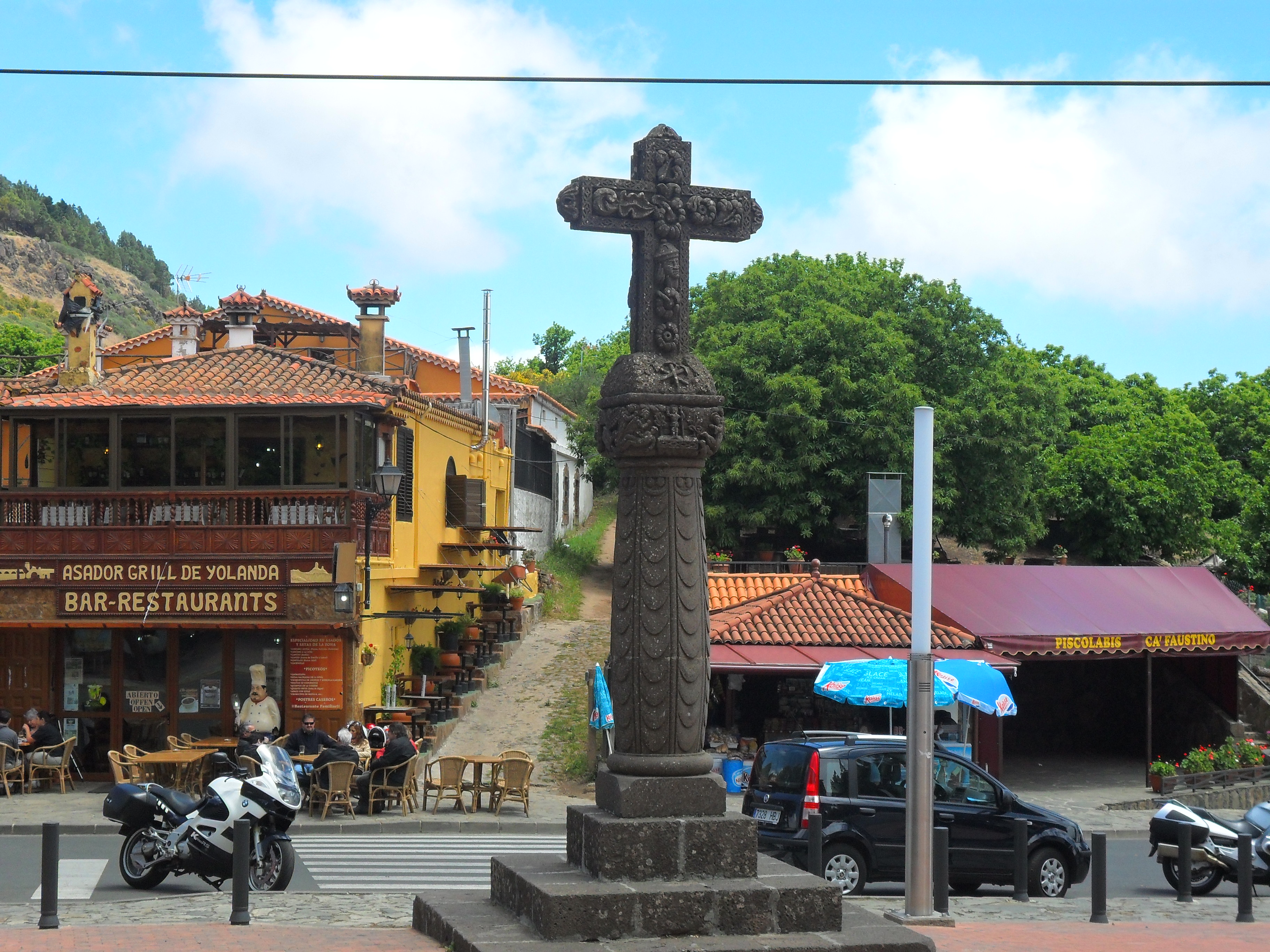
Cruz de Tejeda
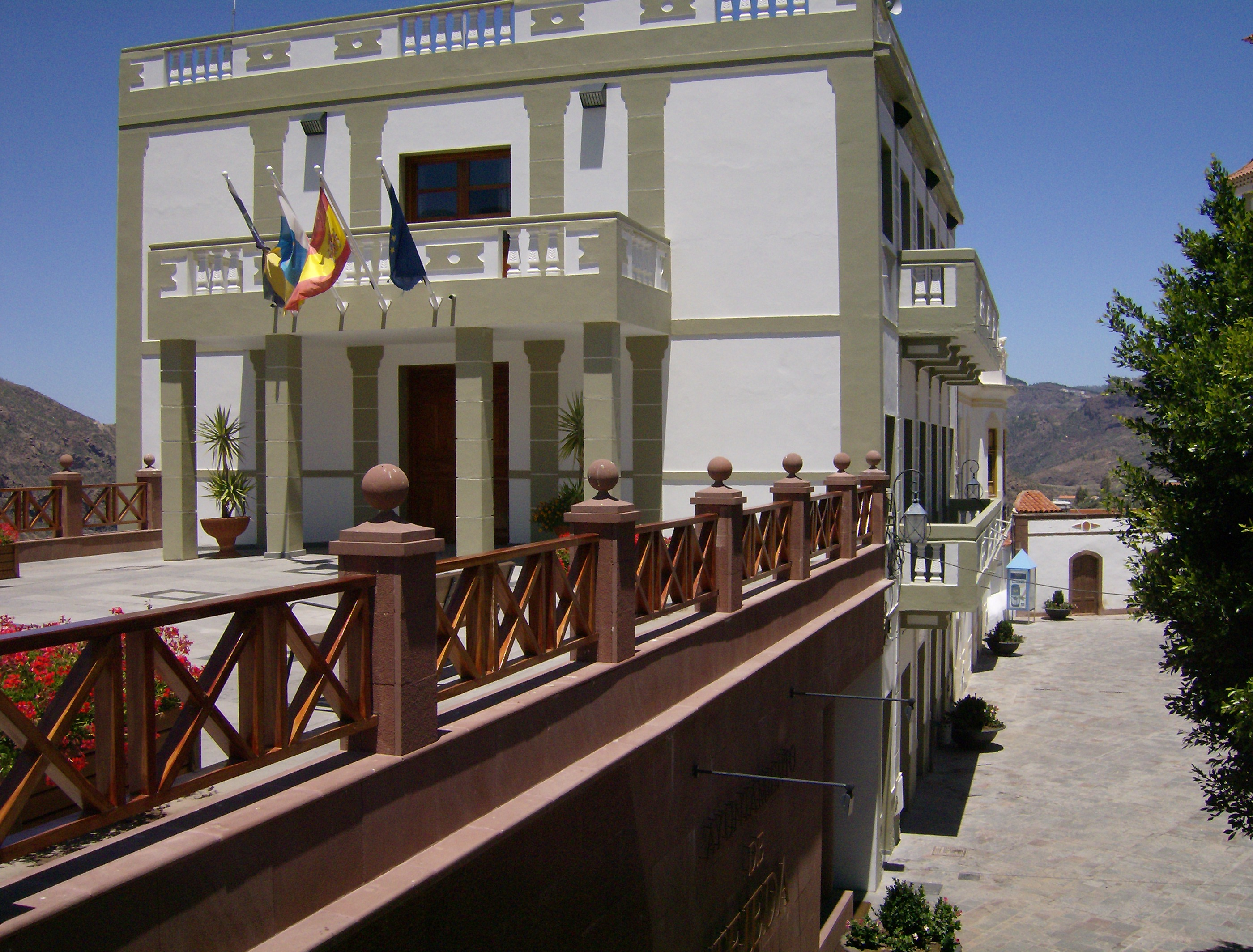
Gemeentehuis Tejeda
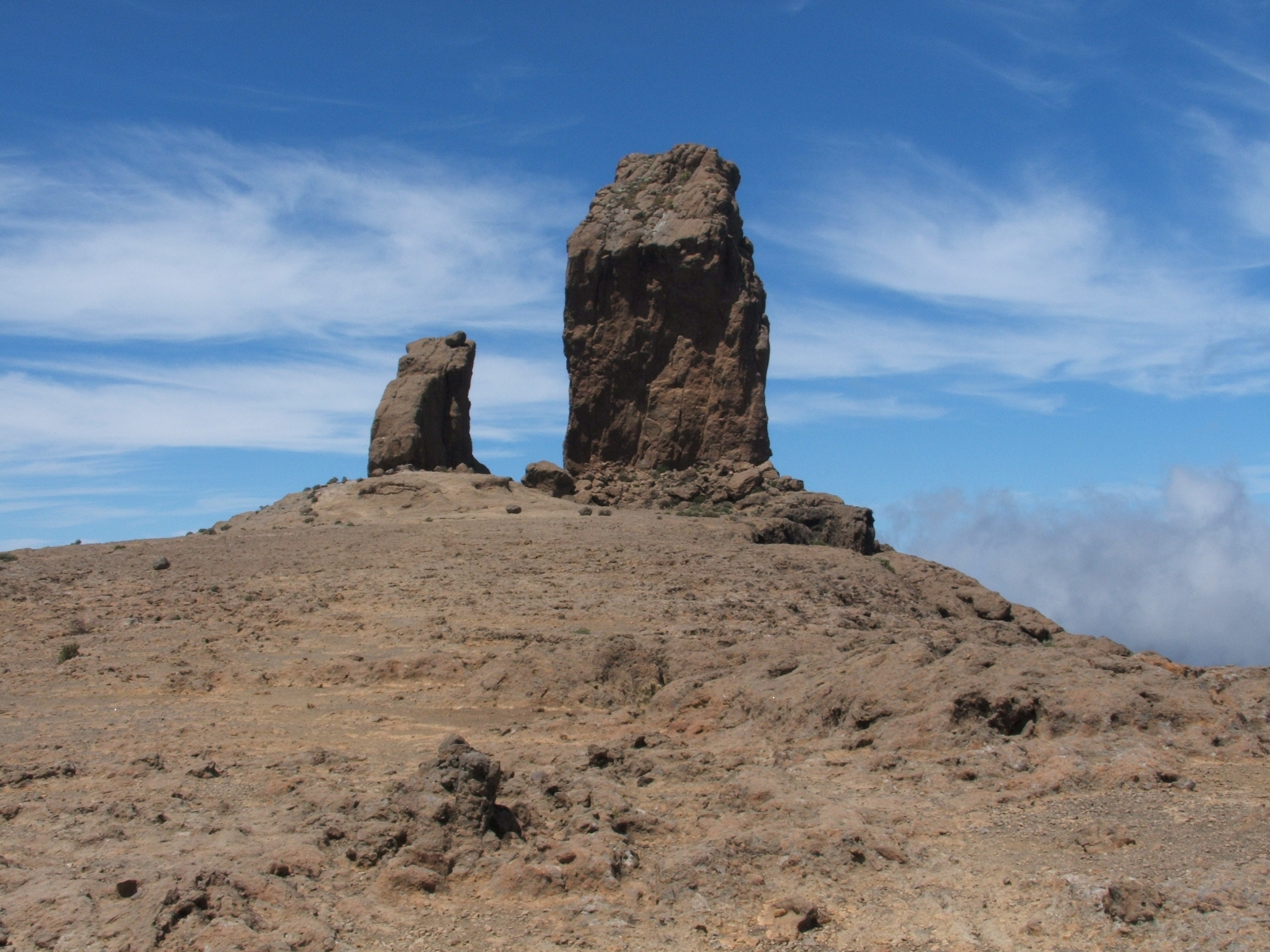
De Roque Nublo
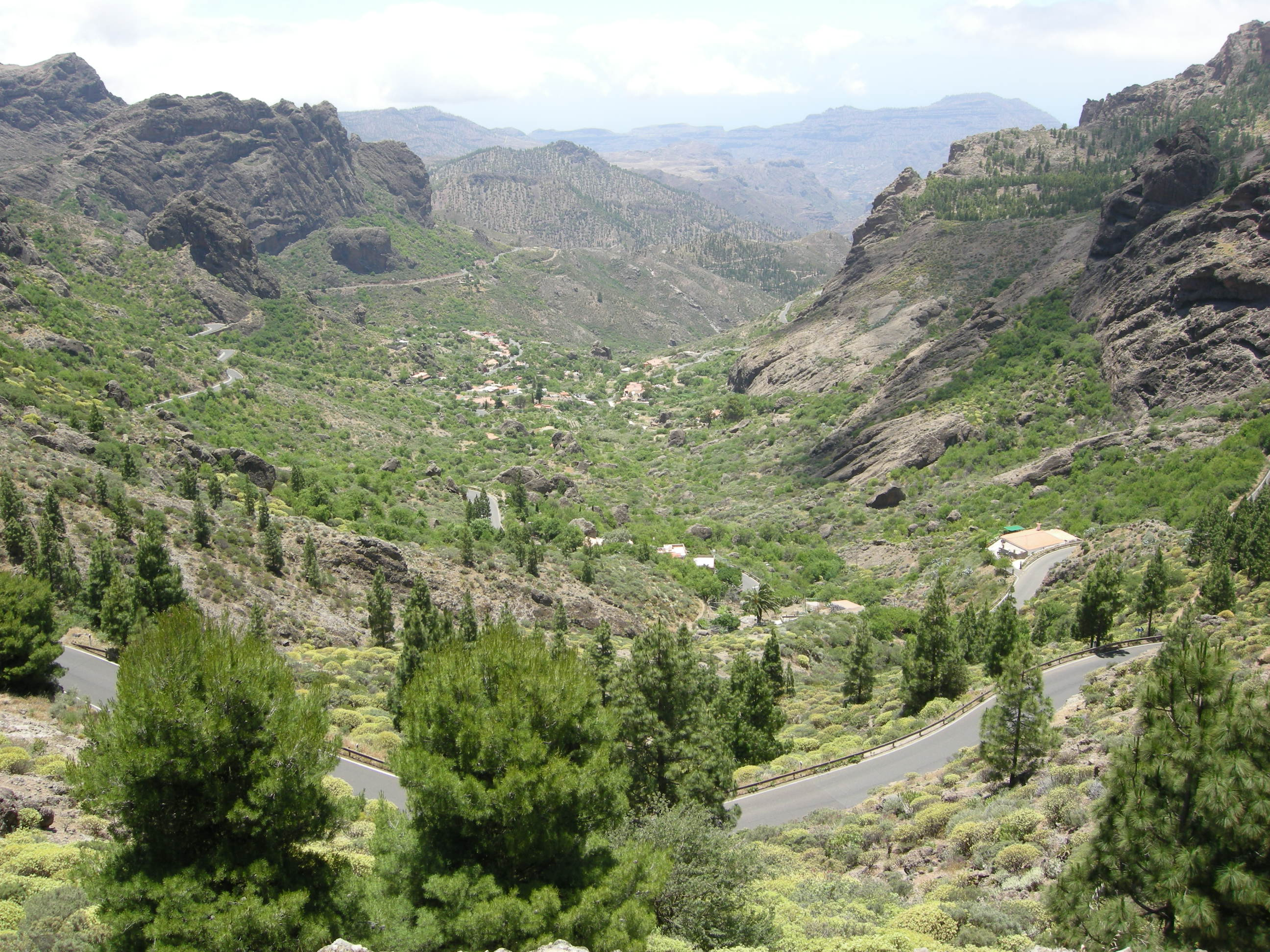
Omgeving van Tejeda

Hoofdstad: Las Palmas de Gran Canaria

Gemeenten / gemeentelijke hoofdsteden: Agaete · Agüimes · Artenara · Arucas · Firgas · Gáldar · Ingenio · La Aldea de San Nicolás · Mogán · Moya · San Bartolomé de Tirajana · Santa Brígida · Santa Lucía de Tirajana · Santa María de Guía de Gran Canaria · Tejeda · Telde · Teror · Valleseco · Valsequillo de Gran Canaria · Vega de San Mateo

Overige plaatsen: Arguineguín · Fataga · Maspalomas · Playa del Inglés · Puerto de las Nieves · Puerto de Mogán · Puerto Rico · San Agustín